# Metaficção
Metaficção é, no seu significado original, um tipo de texto que revela propositadamente os mecanismos da produção de uma obra literária. Por extensão e em uso mais recente, serve para designar  outras formas de expressão artística. 
Inicialmente o termo é usado em referência a textos de literatura modernista e pós-modernista, embora seja adequado para designar obras como As Mil e Uma Noites, Dom Quixote (de Cervantes) ou a Os Contos da Cantuária (de Chaucer). No teatro, é uma representação que não deixa o público esquecer de que está assistindo a uma peça. O termo é usado também na literatura do cinema. A metaficção, em qualquer dos casos, identifica-se como forma de expressão que induz o espectador a perceber que está perante uma obra fictícia. 